# Lasko – Die Faust Gottes
Lasko – Die Faust Gottes ist eine deutsch-österreichische Actionserie der Stuntfirma action concept und RTL in Koproduktion mit dem ORF. Titelgebend war die Figur des jungen Mönchs Lasko, der bereits in dem Fernsehfilm Lasko – Im Auftrag des Vatikans in Erscheinung trat. Erstmals war die Serie am 18. Juni 2009 um 20:15 Uhr auf RTL und dem ORF 1 zu sehen.

## Handlung

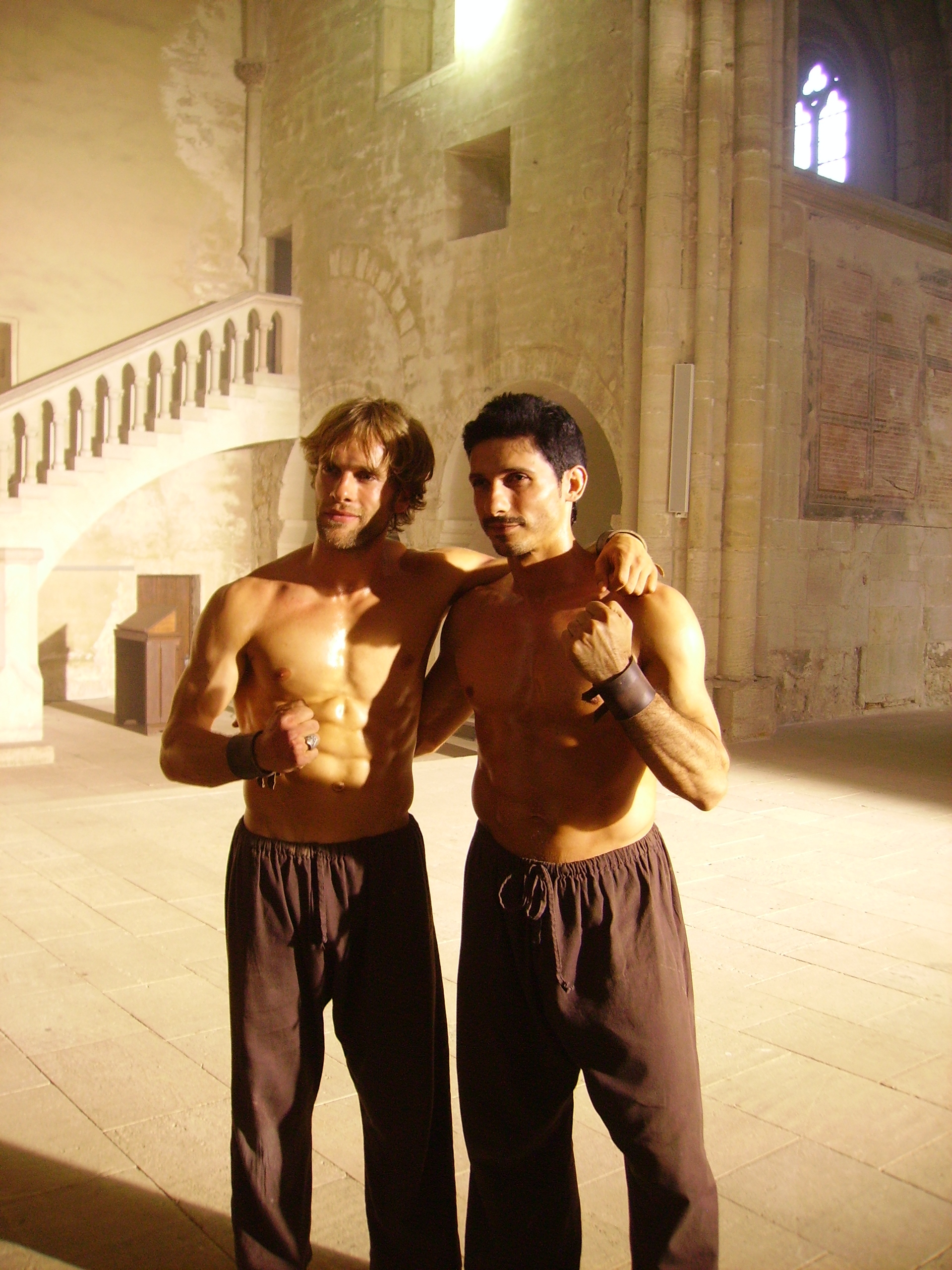
Lasko (Mathis Landwehr) mit Ringträger in der Klosterkirche (Schulpforte)

Die Vorgeschichte der Figur Lasko wird im Fernsehfilm Lasko – Im Auftrag des Vatikans erzählt. Lasko war ursprünglich ein Soldat der KFOR-Friedenstruppe, der nach einem traumatischen Erlebnis seinen Dienst im Kosovo quittiert und sich als Mönch in ein Kloster zurückgezogen hat.
In den Mauern des Klosters wird Lasko von Bruder Magnus zu einem Ringträger des Ordens „Pugnus Dei“ („Die Faust Gottes“) ausgebildet. Innerhalb des Ordens erhalten die sogenannten Ringträger (Agenten) eine Ausbildung in Kampfkünsten asiatischer Prägung, wobei der Stil von Folge zu Folge verschieden sein kann (z. B. Kung-Fu, Muay Thai oder Jiu Jitsu), und manchmal auch verschiedene Elemente in einer Kampfszene zu finden sind. Seine Fähigkeiten setzt er ein, um Bösewichte aller Art, beispielsweise die „Geheimloge“ Ares, die eine Stärkung des Vatikans in den westlichen Gesellschaften durch Methoden wie Folter, Mord oder auch Terrorismus anstrebt, zu bekämpfen.
Während Lasko als Hauptfigur der Serie den disziplinierten, starken und bescheidenen Helden verkörpert, steht sein „Assistent“ und engster Freund Gladius eher für den leicht verführbaren Sünder, der oft von hübschen Frauen schwärmt oder gerne mal ein Glas zu viel trinkt.
Neben den Mönchen des Ordens hilft auch die BKA-Ermittlerin Sophia von Erlen Lasko regelmäßig bei seinen Aufträgen. Bereits in der ersten Folge taucht sie als Ermittlerin auf, die einem internationalen Waffenhändler das Handwerk legen will. Sie gerät jedoch in die Gefangenschaft der Loge Ares und wird durch Lasko befreit. Sie hat ein besonderes Interesse an dem Orden, da ihr verschwundener Vater ebenfalls ein Ringträger war und sie ihn suchen und finden will.

## Charaktere

### Hauptcharaktere

#### Bruder Lasko
Im Kinofilm ist Lasko ein ehemaliger Bundeswehr-Soldat, der den Dienst quittierte und ins Kloster ging, um seinen inneren Frieden zu finden. In der Serie (Staffel 1) ist er dagegen bereits als Kind ins Kloster gekommen und dort aufgezogen worden. Lasko ist der Inbegriff eines ruhigen und vorbildlichen Mönchs, aber auch eines disziplinierten und ehrenwerten Kriegers. Er vertritt hohe Prinzipien, ist sehr vertrauensvoll und treu. Als Elite-Kämpfer beherrscht er diverse waffenlose Kampfkünste, die er (in Staffel 1) regelmäßig trainiert. Nach dem Tod seines Mentors übernimmt er dessen Platz als „Ringträger“ und Partner seines Freundes Gladius.

#### Bruder Gladius
Gladius ist Laskos bester Freund und Mitbruder im Kloster. Auch er ist aktiver Pugnus-Dei-Mönch, aber kein Ringträger, sondern ein „Adlatus“. Als solcher ist er für die Unterstützung seines Partners zuständig, übernimmt logistische Hilfe, recherchiert oder gibt Rückendeckung. Diese Rolle hatte er auch bereits unter Laskos Vorgänger Matthias inne. Im Pilotfilm und in der 2. Staffel wirkt er zwar gemütlich und hedonistisch, ist aber auch tatkräftig und hat einen klaren, rationalen Blick. In der ersten Staffel wird er dagegen eher als notorisch betrunken und unzuverlässig – und damit als krasser Gegenpart zu Lasko – dargestellt.

### Nebencharaktere Staffel 1

#### Sophia von Erlen
Sophia ist eine BKA-Beamtin, deren Wege sich zufällig mit denen von Pugnus Dei kreuzen. Ihr Vater war ein Ringträger, wurde aber seinerzeit aus dem Orden ausgeschlossen und gründete eine Familie. Eines Tages verschwand er spurlos, hinterließ aber seinen Ordensring Sophia, die die Suche nach ihm nie aufgegeben hat. Sie erhofft sich Antworten von Lasko und seinen Mitbrüdern. Nachdem deutlich wird, dass auch diese nichts Genaues über den Verbleib Richard von Erlens wissen, unterstützt Sophia – zum Leidwesen ihres Vorgesetzten – gelegentlich die Mönche. In der zweiten Staffel taucht sie nicht mehr auf.

#### Bruder Magnus
Magnus übernimmt in der 1. Staffel die Rolle von Laskos Ausbilder, väterlichem Freund und weisen alten Mann. Er scheint meist mehr zu wissen, als er sagt, und meint es stets gut mit seinen Mitmenschen. Im Pilotfilm und in der zweiten Staffel taucht er nicht auf.

#### Bruder Quintus
Quintus ist Mönch bei Pugnus Dei und Ringträger. Obwohl er ein ausgezeichneter Kämpfer ist, wird häufig der jüngere Lasko ihm vorgezogen. Aus Neid wird er zum Spitzel für die Loge Ares, versucht sogar – um offiziell bei Ares aufgenommen zu werden – Lasko zu töten, was er dann aber nicht über sich bringt. Zuletzt opfert er sein Leben, um Lasko und seinen Orden zu beschützen.

### Nebencharaktere Staffel 2

#### Abt Georg
Georg kommt zu Beginn der zweiten Staffel als neuer Abt ins Kloster. Er ist ein Ringträger und achtbarer Kämpfer, aber auch ein Organisator im Hintergrund. Meist das große Ganze im Auge, hält er nicht viel von Laskos und Gladius’ Alleingängen, schätzt aber ansonsten beide sehr. Er hat einen jüngeren Brüder namens Sebastian. Dieser lebte immer am Rand zur Kriminalität, saß im Gefängnis, und schloss sich schließlich Ares an, um seinen Bruder zu vernichten.

#### Novize Michael
Der etwa 20-jährige Michael lebt in der zweiten Staffel als Novize im Kloster. Michael ist sehr abenteuerlustig und kann es nicht gut vertragen, dass seine Mitbrüder spannende Missionen durchführen, während er stets im Kloster bleiben soll.

#### Clarissa de Angelo
Die Vatikan-Polizistin begegnet Lasko und Gladius erstmals bei einer Recherche, die sie bis nach Deutschland führt. Sie ist flott mit der Schusswaffe und noch flotter mit ihrem Cabriolet. Nachdem Lasko ihr das Leben rettet, werden die beiden gute Freunde. Zunächst scheint es, dass sie auch romantische Gefühle füreinander hegen, doch Lasko macht deutlich, dass seine Berufung an erster Stelle steht. Schließlich verlobt sich Clarissa mit einem Interpol-Agenten und bittet Lasko, ihr Trauzeuge zu sein.

## Produktion
Die erste Staffel von Lasko – Die Faust Gottes wurde von Hermann Joha, Rolant Hergert und Stefan Weidenbacher von Mai bis Dezember 2008 produziert, Regie und Kamera führte Axel Sand. Das Kostümbild der Serie wurde von Till Fuhrmann kreiert. Für Laskos Kampfstil orientierte sich Choreograph Ramazan Bulut an fernöstlicher Kampfkunst und Techniken des deutschen Box- und Ringsports.

## Ausstrahlung

### Staffel 1
Auf ORF 1 wurde die erste Staffel vom 18. Juni bis zum 29. Juli 2009 ausgestrahlt. Auf RTL lief die erste Staffel vom 18. Juni bis zum 30. Juli 2009 donnerstags um 20:15 Uhr.
In Italien strahlte Rai 2 die erste Staffel ab dem 13. Juli 2010 dienstags um 21:50 Uhr aus.

### Staffel 2
Die Ausstrahlung der acht neuen Folgen begann am 21. Oktober 2010 und endete auf RTL am 16. Dezember 2010. Da RTL die Einschaltquoten nicht durchgehend zufriedenstellend fand, wurde auf die Produktion weiterer Fortsetzungen verzichtet. Produzent Hermann Joha selbst wies später rückblickend auf einige Umstände und Entscheidungen hin, die es schwierig gemacht hatten, mit diesem Format ein breites Publikum auf Dauer zu binden.

## Besetzung
| Figur              | Schauspieler       | Rolle           | Folgen        | Ausstiegsgrund                                               |
| ------------------ | ------------------ | --------------- | ------------- | ------------------------------------------------------------ |
| Bruder Lasko       | Mathis Landwehr    | Mönch           | 1–15          |                                                              |
| Bruder Gladius     | Stephan Bieker     | Mönch           | 1–15          |                                                              |
| Novize Michael     | Oliver Bender      | Novize          | 8–15          |                                                              |
| Abt Georg          | Heio von Stetten   | Abt             | 8–15          |                                                              |
| Clarissa de Angelo | Julia-Maria Köhler | Vatikan-Polizei | 8–15          |                                                              |
| Ehemalige Figuren  |                    |                 |               |                                                              |
| Bruder Magnus      | Karl Merkatz       | Mönch           | 1–7           | Wurde nicht mehr erwähnt                                     |
| Abt Patrizius      | Burkhard Driest    | Abt             | 1–5           | Wurde von Quintus umgebracht                                 |
| Bruder Quintus     | Tim Wilde          | Mönch           | 1–5           | Wurde erschossen, als er sich für Lasko vor eine Kugel warf. |
| Sophia von Erlen   | Simone Hanselmann  | BKA-Beamtin     | 1, 2, 3, 5, 7 | wurde nicht mehr erwähnt                                     |
| Hans Keller        | André Hennicke     | BKA-Beamter     | 1, 2, 3, 5, 7 | wurde nicht mehr erwähnt                                     |

## Drehorte
Die Region um die Kreisstadt Naumburg an der Saale, hier unter anderem das Internatsgymnasium Landesschule Pforta sowie Schloss Neuenburg in Freyburg (Unstrut) in Sachsen-Anhalt, diente als Hauptmotiv für das Kloster des Ordens Pugnus Dei. Weitere Drehorte sind unter anderem die Basteibrücke im Elbsandsteingebirge, die Festung Königstein in der Sächsischen Schweiz, die Rappbode-Talsperre im Harz, das Schiffshebewerk Niederfinow sowie die in Sachsen-Anhalt stehende Burg Querfurt und die Bundeshauptstadt Berlin.

## Kritik
Lasko – Die Faust Gottes erhielt überwiegend schlechte Kritiken. So schrieb Heike Barnitzke von TV Spielfilm:

„Die gute Nachricht für RTL vorweg: Die Fans von ‚Cobra 11‘ werden wohl auch diesen Kampfkunst-Quatsch mögen. Denn außer verklemmter Männerfreundschaft und sonstiger Ehrpusseligkeiten kommen im neuen Machwerk der Stunt-Schmiede Action Concept noch Schwurbel-Esoterik, ein Geheim-Orden mit dem bescheuerten Namen Pugnus Dei, gotische Gewölbe und eine amtliche Verschwörung, natürlich im Vatikan, hinzu. Klingt nach einem Quoten-Renner.“

Demgegenüber wurde sie 2009 für den Deutschen Fernsehpreis in der Kategorie „Beste Serie“ nominiert.

## DVD-Veröffentlichungen
Die komplette erste Staffel zur Serie wurde am 28. August 2009 veröffentlicht und enthält neben den 7 Episoden auch den Pilotfilm Lasko – Im Auftrag des Vatikans sowie das Making-of zum Spielfilm und ein Interview mit Mathis Landwehr. Die zweite ist am 17. Dezember 2010 erschienen und enthält alle 8 Episoden der Staffel.